# Форн Сидр

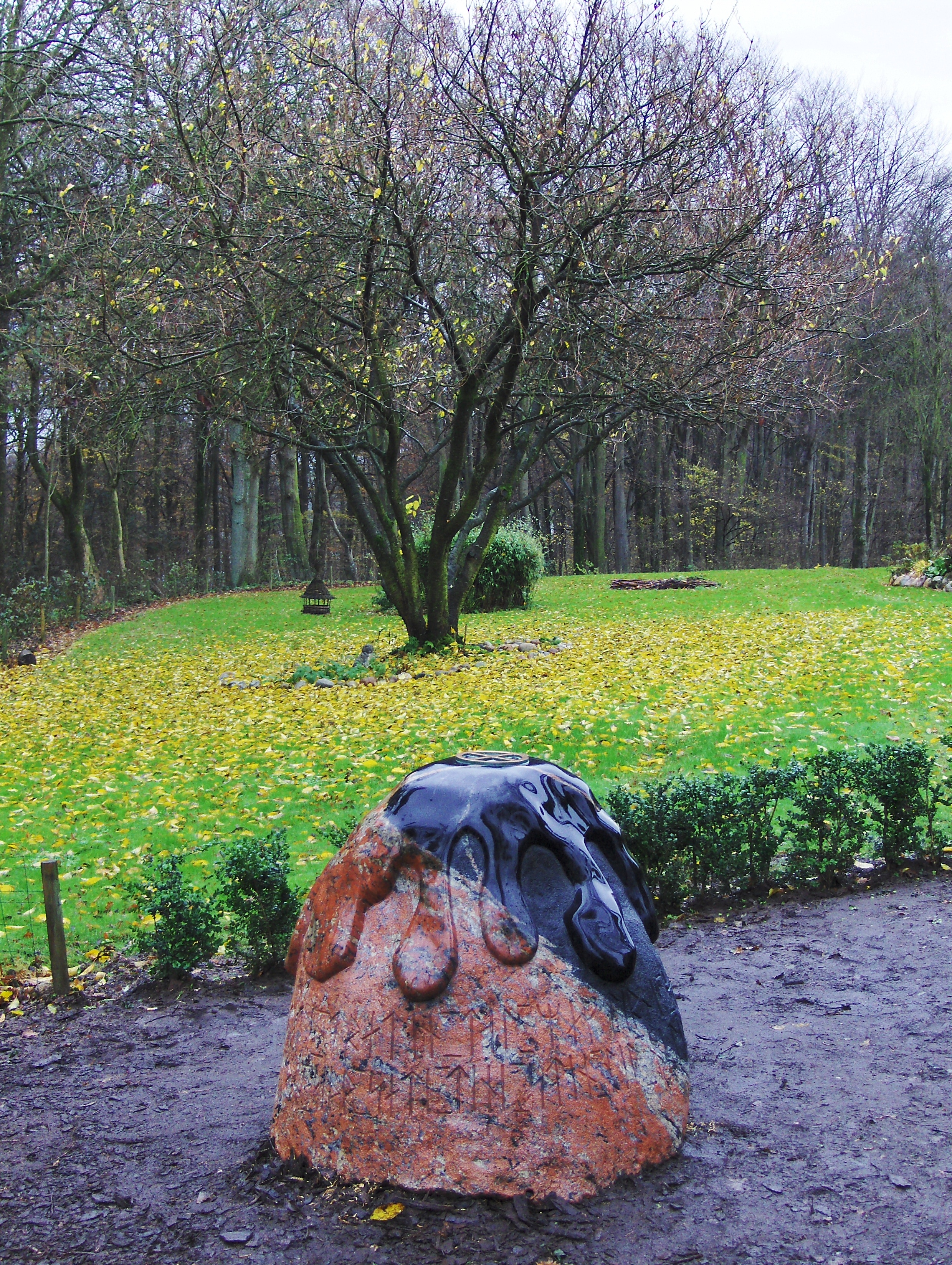

Форн Сидр (др.-сканд. Forn Siðr) — реконструктивистское скандинавское неоязыческое движение в Дании. Полное название религиозной организации «Форн Сидр — Датская ассоциация асатру и ванатру» (FSAVAD). Название «Форн Сидр» на древнескандинавском означает «древний обычай». В отличие от неологизмов «асатру» (букв. «вера в асов») и «ванатру» (букв. «вера в ванов»), термин «форн сидр» является аутентичным и встречается в скандинавских сагах.
Ассоциация Форн Сидр основана в 1997 году и зарегистрирована в 2003 году. Официальный статус религиозной организации в Дании подразумевает свободу от уплаты налогов, возможность регистрировать браки и оказывать ритуальные услуги усопшим. В 2008 году ассоциация приобрела участок под кладбище.